# Pavel Staněk

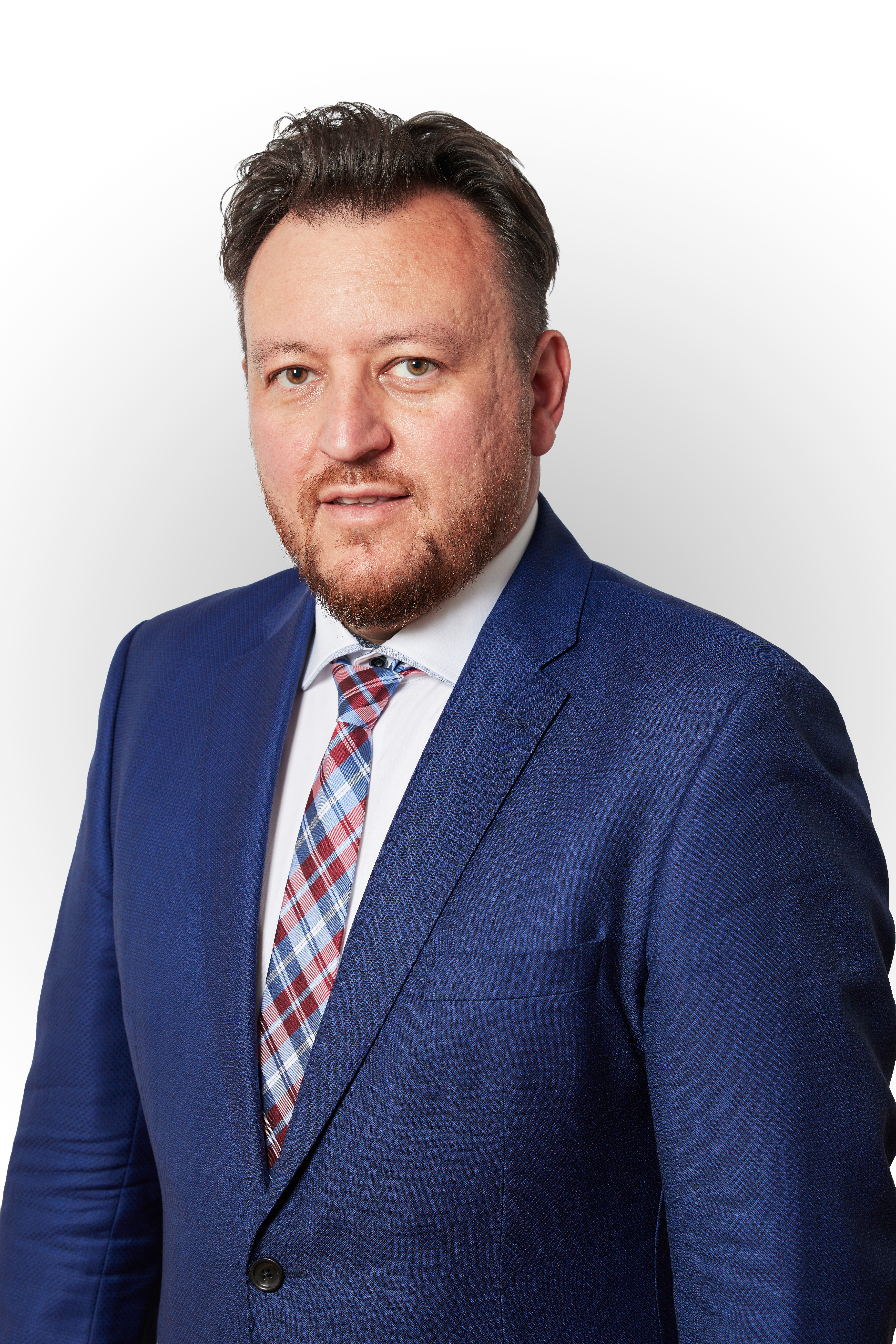
Pavel Staněk

Pavel Staněk (ur. 30 lipca 1973 w Hradcu Králové) – czeski polityk i prawnik.
W latach 2007–2010 pełnił funkcję wiceministra sprawiedliwości. Od 2021 roku jest posłem Izby Poselskiej z ramienia Obywatelskiej Partii Demokratycznej.